# Żółwinko
Żółwinko – (niem. Forsthaus Salvin) – osada leśna w Polsce położona w województwie zachodniopomorskim, w powiecie choszczeńskim, w gminie Drawno. W latach 1975–1998 miejscowość administracyjnie należała do województwa gorzowskiego. W roku 2007 leśniczówka liczyła 15 mieszkańców. Leśniczówka wchodzi w skład sołectwa Barnimie. 

## Geografia
Leśniczówka leży ok. 5 km na południowy zachód od Barnimia.